# Tomat (album)
Tomat är De lyckliga kompisarnas andra album, som gavs ut 1993 på Birdnest Records. Albumet producerades av Johan Johansson och Tomas Gabrielsson.

## Låtförteckning
| Nr  | Titel                            | Längd |  |
| --- | -------------------------------- | ----- |  |
| 1.  | Fotomodellen får ingen mat       | 0.16  |  |
| 2.  | Ishockeyfrisyr                   | 1.47  |  |
| 3.  | Vem behöver nån som behöver nån? | 4.09  |  |
| 4.  | Ragga en farsa                   | 1.47  |  |
| 5.  | Gubbe & kärring                  | 4.14  |  |
| 6.  | Finansministern                  | 1.31  |  |
| 7.  | Hans!!                           | 2.35  |  |
| 8.  | Välj dina föräldrar              | 3.43  |  |
| 9.  | Mogen                            | 2.15  |  |
| 10. | Mansrörelsen                     | 2.46  |  |
| 11. | Egons fest                       | 3.54  |  |
| 12. | Mina fåglar                      | 3.17  |  |

## Medverkande
- Egil Jansson - gitarr och sång
- Sussie Persson - gitarr och sång
- Björn Gunér - gitarr och sång
- Mart Hällgren - bas och sång
- Jouni Haapala - trummor

Dessutom:
- Cecilia Wennerström - saxofon